# Makoto Kakegawa
Makoto Kakegawa (掛川 誠, Kakegawa Makoto) est un footballeur japonais né le 23 mai 1973 à Kumagaya.